# シカゴ学派 (社会学)
シカゴ学派（シカゴがくは、英: Chicago school）は、社会学の学派の一つで、1920年代以降、シカゴ大学社会学部を中心にして形成された主に都市社会学者のグループを指す。

## 第一世代
石油王ロックフェラーが多大な資金を投入し、1890年にシカゴ大学が創立された。その二年後1892年に社会学部が創設され、その初代学部長に就任したのが、アルビオン・W・スモールである。スモールらはアメリカでの社会学研究の先駆けとなると共に、社会学（特に都市社会学）の実証的方法を提唱して成果を挙げた。その所産によって社会学に於いて最初の「学派」を形成するにまで至り、スモールにジョージ・E・ヴィンセント、ウィリアム・I・トーマス、C・R・ヘンダーソンを加えた4人は、第1世代の「四巨頭」と呼ばれる。
第1世代の薫陶を受けた戦後の第2世代にシカゴ学派はその黄金期を迎えることになる。多くの代表者は、ドイツのベルリン大学に留学、哲学、社会哲学のゲオルク・ジンメルに直接師事し、彼から多くの影響を受けている。

## 第二世代
第2世代の中核をになったジャーナリスト出身のロバート・エズラ・パークとアーネスト・バージェスは、急速な産業発展に伴う大量の移民の流入に起因する社会問題のメッカ「シカゴ市」を「社会学的実験室」と捉え、そこに数多くのシカゴ大学大学院生を投入し、続々と「シカゴモノグラフ」を産出させた。都市社会学（都市生態学）の誕生である。彼らの共著『科学としての社会学入門』（1921年）は「グリーンバイブル」と呼ばれ、シカゴ学派の社会学、および、その後のアメリカ社会学の方向性を決定づける書となった。
また第1世代に位置する（より正確には第1世代と第2世代の双方にまたがって活躍した）W・I・トーマスは、F・ズナニエッキと共著で『ヨーロッパとアメリカにおけるポーランド農民』（1918－1920：その総ページ数は2250頁に及ぶ大部の書である）を著した。

## 第三世代
第2世代の教え子でシカゴ大学のスタッフとなったハーバート・ブルーマー、ルイス・ワース、E・C・ヒューズ、
S・ストゥーファーは、この学派の第3世代を構成し、ブルーマーとヒューズはシンボリック相互作用論・集合行動論・プロフェッション論の定式化に、ワースは都市社会学の発展に貢献した（「生活様式としてのアーバニズム」）。

## 第四世代（ネオ・シカゴ学派）
こうした第3世代の教え子たちは、主としてシカゴから離れて活躍したが、一般に「シカゴ学派第4世代」として位置づけられており、ネオ・シカゴ学派とも呼ばれている。そうした中には、流言研究や準拠集団理論で有名なタモツ・シブタニ、ラベリング理論で有名なH・S・ベッカー、医療社会学・グラウンデッド・セオリー（grounded theory）で有名なアンセルム・ストラウス、ドラマツルギーという手法で有名なアーヴィング・ゴフマン、「シカゴ学派の遺産シリーズ」のエディターとして貢献したM・ジャノヴィッツらが含まれている。